# Dirksia cinctipes
Dirksia cinctipes là một loài nhện trong họ Hahniidae.
Loài này thuộc chi Dirksia. Dirksia cinctipes được miêu tả năm 1896 bởi Richard C. Banks.